# UnaG
La Bilirubina-induïble proteïna fluorescent UnaG, Proteïna verda fluorescent Unagi (nom alternatiu) o simplement UnaG (nom curt), és una proteïna monomèrica fluorescent verda localitzada a les fibres musculars de l'anguila japonesa (Anguilla japonica) que els permet brillar intensament a la foscor. Rep aquest nom en referència al terme japonès "unagi", utilitzat per referir-se a l'anguila de riu comú.
Aquesta és la primera proteïna fluorescent trobada en vertebrats, el que ha fet canviar la premissa prèvia que aquest tipus de proteïnes només existien en animals simples com les meduses. Aquesta proteïna no té fluorescència intrínseca, és a dir, només és fluorescent quan es troba unida al seu cromòfor que en aquest cas és la bilirubina del múscul; aquesta característica és la que ha despertat l'interès de la comunitat científica per la seva potencial utilització en proves clíniques de detecció de bilirubina lliure, un indicador de la funció hepàtica. Encara no es coneix amb certesa si la fluorescència té alguna utilitat pràctica per l'anguila, però es pensa que la capacitat de la UnaG de mantenir la bilirubina al múscul pot servir-li a l'hora de nedar llargues distàncies, ja que el seu poder antioxidant podria ajudar-la a contrarestar l'estrès oxidatiu que pateixen els seus músculs.

## Estructura i propietats

### Estructura

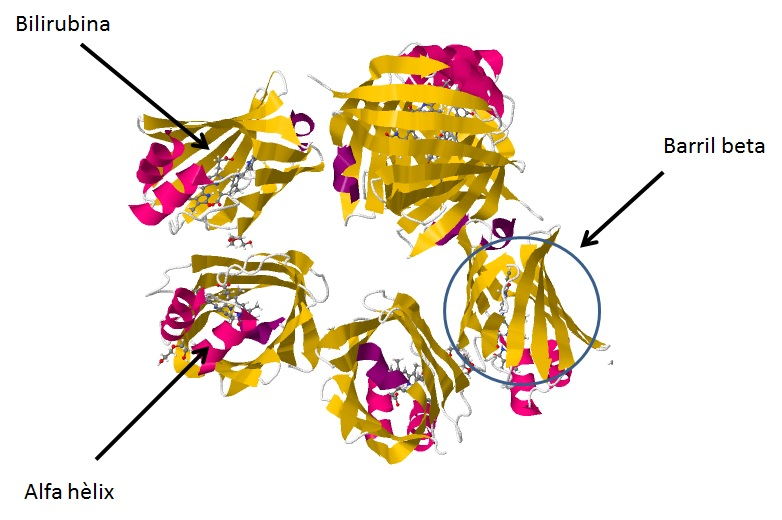
Monòmers d'UnaG amb estructures detallades (Adaptació PDB)

La proteïna UnaG forma part de la superfamília de les lipocalines. Es tracta d'una polipèptid de la família de les proteïnes unides a àcids grassos (Fatty acid-binding proteins), una família que es creu que té funcions en el metabolisme oxidatiu. Està formada per una cadena de 139 aminoàcids i té un pes de 15581 daltons. La seva estructura secundària ve conformada per tres α-hèlix amb vint aminoàcids involucrats, el que representa un 14% de la molècula, i deu làmines beta antiparal·leles que involucren 76 aminoàcids formant un barril beta i que en representen el 54%. La seva estructura terciària és globular i no té estructura quaternària. Distingim quatre punts d'unió de la bilirubina amb la proteïna UnaG situats als aminoàcids 57, 61, 80 i 112. La bilirubina se situa dins el barril beta, en una cavitat interna central, mantenint la seva estabilitat mitjançant ponts d'hidrogen i provocant la bioluminescència de la proteïna.

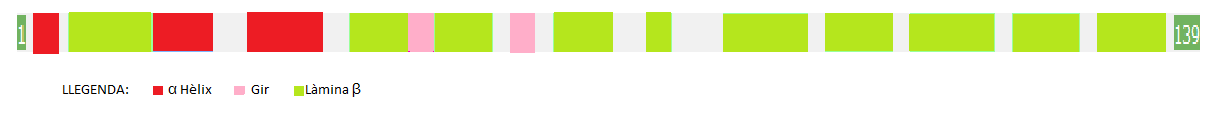
Detall de l'estructura secundària de la UnaG extreta d'UniProt

### Propietats
La proteïna UnaG és hidròfila, està situada al citoplasma i s'uneix a la bilirubina no conjugada amb alta afinitat. Té una absorbància màxima amb llum de 498 nm de longitud d'ona. L'excitació de la proteïna unida amb la bilirubina, quan és il·luminada amb un determinat espectre de llum, en aquest cas blava, dona lloc a la fluorescència verda, amb emissió màxima de 527 nm. La seva fluorescència no es veu alterada pel nivell d'oxigen ambiental i només brilla en presència de bilirubina (l'apoproteïna no és fluorescent), un dels productes que es genera al metabolitzar l'hemoglobina del glòbuls vermells que són eliminats i, per tant, un marcador de la funció hepàtica. Aquests dos aspectes poden ser claus per les seves aplicacions mèdiques i els seus usos en investigació. No emet fluorescència en presència de diatauro-bilirubina, urobilina o biliverdina.
També hi podem produir mutacions que en fan variar les característiques, per exemple intercanviant l'asparagina de la posició 57 per alanina (N57A) n'eliminem la fluorescència, i intercanviant-la per glutamina (N57Q) en reduïm l'emissió. 

## Descobriment
Pels aficionats al sushi, unagi (Angulla japonica) és una deliciosa anguila d'aigua dolça, ingredient bàsic de la cuina japonesa, però en el món de la ciència és el primer vertebrat del qual s'aïlla una proteïna fluorescent.

Fins ara sempre s'havien trobat proteïnes fluorescents en organismes poc complexes, com ara coralls, fongs o meduses. El 2007, un grup d'investigadors va descobrir un proteïna fluorescent a l'amfiox, una criatura marina diminuta semblant a una anguila i estretament relacionada amb els vertebrats. No obstant això, la seva proteïna era de la mateixa classe que les que es troben en coralls i meduses. Per aquesta raó, l'aïllament de la nova proteïna en un vertebrat com l'anguila, un animal més proper a nosaltres que l'amifox, obre un camp de possibilitats major. 

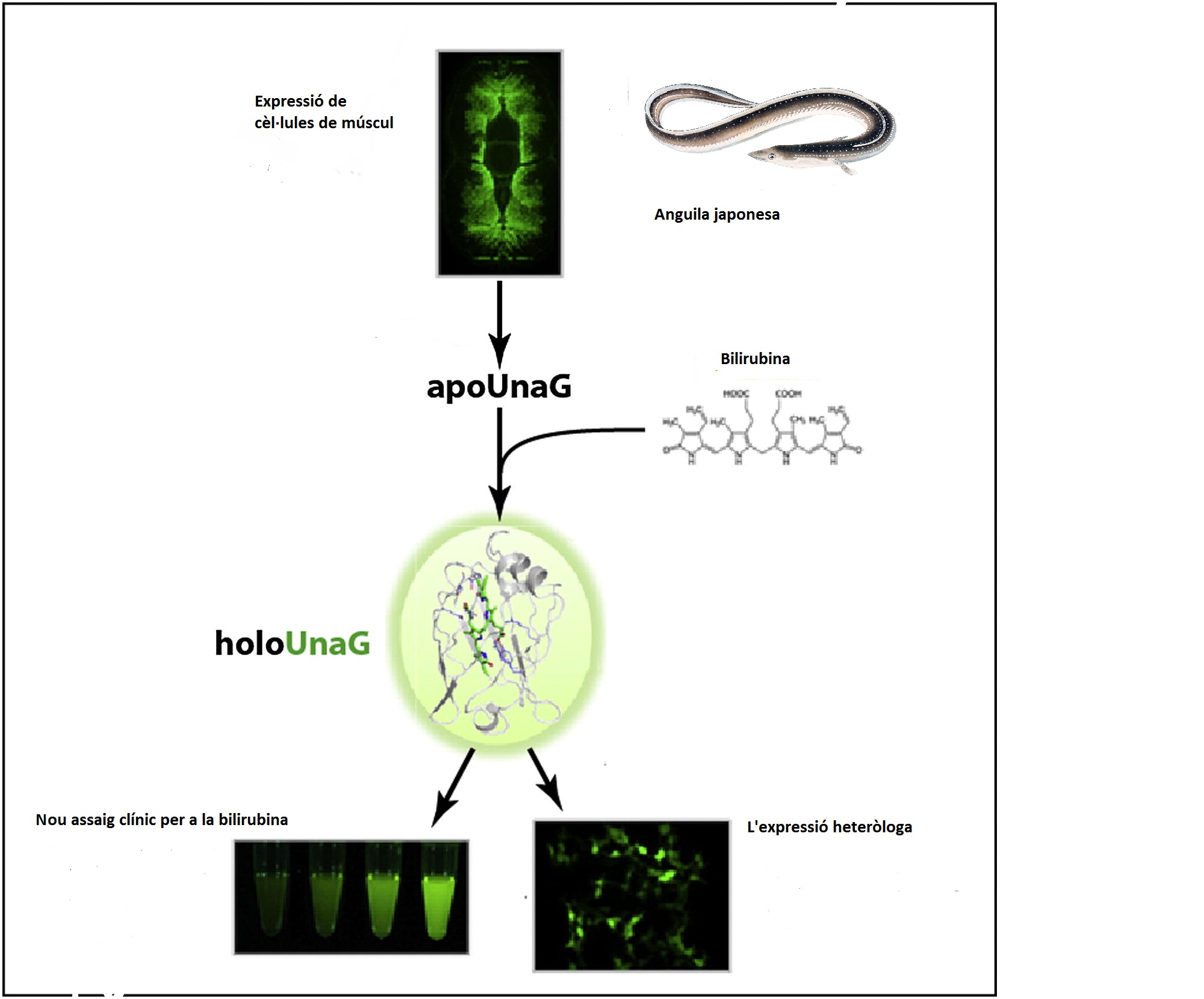
Esquema d'acció de la UnaG

Els primers indicis de l'existència de la proteïna de l'anguila es van produir el 2009, quan Seiichi Hayashi i Yoshifumi Tota, químics dels aliments que estudiaven els nutrients en l'anguila a la Universitat de Kagoshima al Japó, estaven rastrejant el transport de lípids en el teixit adipós de l'anguila quan van observar que el múscul de l'anguila era naturalment verd fluorescent quan es feia brillar una llum blava sobre ell. A continuació, van aïllar alguns fragments de la proteïna responsable.
Aquest fet va intrigar Atushi Miyawaki, biòleg molecular de l'Institut RIKEN de Ciències del Cervell a Wako, Japó, que ha identificat i desenvolupat noves propietats en proteïnes fluorescents de meduses i coralls, i va decidir estudiar la nova proteïna fluorescent, tant les seves propietats com la seva funció. Juntament amb Akiko Kumagai i el seu equip de treball, identificà el gen de la Unagi que codifica la proteïna fluorescent inusual responsable de la brillantor. A la molècula l'anomenaren UnaG, realitzant un joc de paraules entre el terme japonès que fa referència a les anguiles d'aigua dolça d'on es va extraure la proteïna (unagi) i el color verd que provoca (green).
Posteriorment s'han realitzat recerques de mostres d'anguila enriquides amb fluorescència verda i s'ha pogut observar que les anguiles joves són fortament fluorescents.

## La bilirubina com a cromòfor de la UnaG
Sabent que la proteïna no es mostrava fluorescent en bacteris, es va suposar que necessitava un cofactor mamífer. Per identificar aquesta molècula lligand van fer servir els següents dos passos. Primer es va utilitzar la UnaG com a holoproteïna, se’n va fer una purificació d'una sola etapa tractant-la amb cloroform per extraure'n els lligands no covalents. Se'n van analitzar els extractes en la fase orgànica amb un espectròmetre de masses i van identificar una substància amb una massa molecular de 585’83 Da i amb una absorció de 450 nm que era inestable possiblement a causa de l'oxidació. En segon lloc es va utilitzar la UnaG recombinant com a apoproteïna. Es va purificar a partir de lisats bacterians i es va barrejar amb una gran quantitat de materials biològics. El sèrum boví fetal fou el més eficaç entre els provats. Van fraccionar les proteïnes d'aquest sèrum amb ultracentrifugació i van identificar fluorescència en fraccions que contenien albúmina i lipoproteïnes d'alta densitat. Utilitzant sèrum humà es van obtenir resultats semblants. Tenint en compte aquests resultats van predir que la bilirubina havia de ser el lligand.
S'ha descobert també que hi ha una alta afinitat i especificitat en la unió entre la UnaG amb la bilirubina biosintètica, que s'anomena no conjugada i és la que ha de ser processada pel fetge. Aquest tipus de bilirubina és una molècula que es transporta en el plasma sanguini. Aquest fet es va descobrir utilitzant l'ApoUnaG per examinar quina era l'afinitat i l'especificitat de la seva unió amb la bilirubina no conjugada obtenint un valor de Kd de 98 pM.

## Utilitat bioquímica
La unió de la bilirubina i la UnaG, que fa que aparegui la fluorescència, és reversible. Això ens permet disposar d'una eina que fins ara no teniem en investigació: gràcies a la UnaG podran dissenyar-se sistemes d'expressió induïble, és a dir, que la proteïna fluorescent estigui només present quan se li afegeixi bilirubina o s'indueixi la seva producció. Es podrà, per exemple, mesurar la vida d'una proteïna sense la necessitat d'afegir lligands fluorescents i quenche.
Un altre dels avantatges de la UnaG és que és fluorescent fins i tot quan no hi ha oxigen, cosa que no passava en el cas de les GFP comuns. Aquesta propietat podria permetre per exemple utilitzar-la per a seguir les proteïnes en zones anaeròbiques dins de tumors o per estudiar microorganismes que viuen en ambients sense oxigen.

## Utilitat biomèdica
El descobriment de les proteïnes fluorescents ha estat fonamental per a l'avanç de la investigació biomèdica. Tot i que l'enginyeria de proteïnes continua perfeccionant el panell actual de biosensors, la natura segueix sent la font més fiable de proteïnes fluorescents noves. La identificació d'aquest tipus de proteïnes pot proporcionar eines d'investigació amb avantatges en l'estabilitat biològica i la utilitat per a aplicacions mèdiques i experimentals en comparació amb les proteïnes existents d'organismes més simples.
No hi ha proteïnes conegudes amb lligands difusibles cromogènics i propietats lligant-induïble que podrien facilitar el desenvolupament de noves i importants classes d'interruptors fluorescents quimico-genètics. I tot i que aquestes proteïnes són molt útils en la investigació biomèdica segueixen sense tenir alguna aplicació clínica directa.

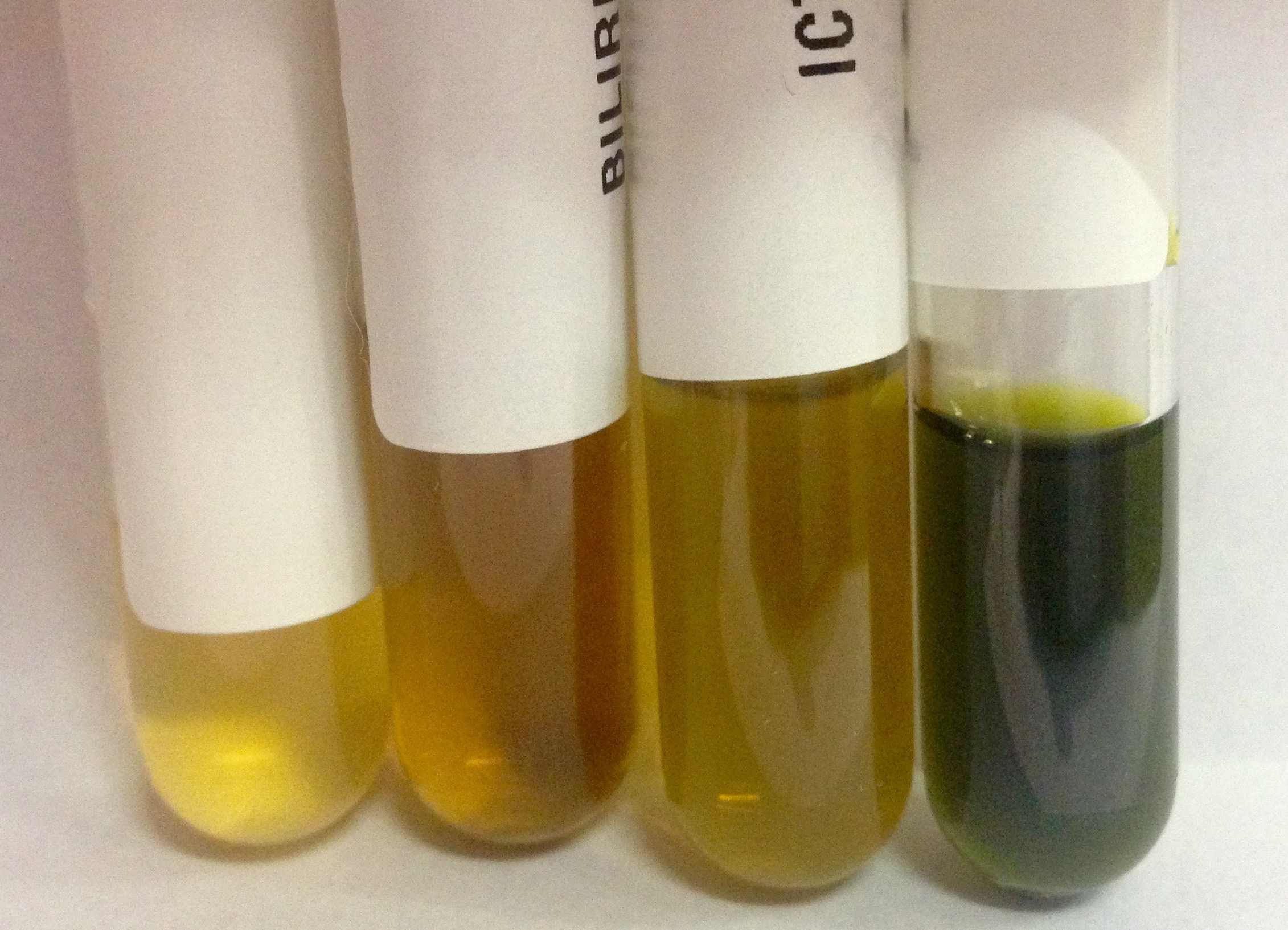
Mostres de sèrum humà amb concentracions de bilirubina en ordre creixent

Per la particularitat, ja esmentada anteriorment, que la unió de la bilirubina amb la UnaG és la que produeix la fluorescència de la proteïna, pot tenir gran utilitat a la medicina. Per una banda, s'està utilitzant per desenvolupar una nova prova superior per la bilirubina amb més sensibilitat, exactitud i velocitat. Sabem que la bilirubina és un dels productes de la degradació de l'hemoglobina (del grup hemo) i que en el fetge té dues vies de sortida: a la sang (el plasma o sèrum adopta color groguenc a causa del seu contingut en bilirubina, en general, no superior a 1 mg/dL (>17μmol/L) i a la via biliar (i després a l'intestí i excretada en forma de femta). Però si aquesta darrera via es veu obstruïda, s'acumula bilirubina en sang. Una elevació dels nivells normals de bilirubina en la sang (el que es coneix per hiperbilirubinèmia, concentració superior a 1,8 mg/dL (>30μmol/L)) pot causar icterícia (malaltia on apareixen pigmentacions groguenques a la pell, mucoses i/o escleròtica a l'ull), vist sobretot en nadons, i kernícterus o icterícia nuclear (una complicació neurològica greu en neonats). D'aquesta manera, mesurant els nivells de bilirubina en sang, es pot veure el funcionament del fetge i per això podem dir que la bilirubina és un marcador de la funció hepàtica. Aquesta nova prova serà molt important en la detecció de problemes en el fetge, ja que permetrà de manera més precisa i ràpida mesurar la concentració de bilirubina en sang i convertir-se en l'estàndard clínic global en àrees on la salut del fetge infantil continua sent un problema important. A més, la proteïna es pot liofilitzar i transportar-se a qualsevol lloc del món per a l'assaig, essent l'equipament pel mateix mínim i el temps per obtenir el resultat 10 minuts.
La UnaG, a més d'avaluar la funció hepàtica, també es pot utilitzar per a l'avaluació de la salut, incloent hemòlisis, la pèrdua de glòbuls vermelles de la sang en cas d'anèmia. Tal com ja s'ha comentat en l'apartat d'utilitat bioquímica, el fet que la UnaG sigui fluorescent fins i tot quan els nivells d'oxigen en les cèl·lules són baixos podria ser útil per a visualitzar zones del cos que tenen poc oxigen o que són anaeròbies, com ara dins dels tumors cancerosos.
El següent pas en la investigació serà introduir una UnaG a ratolins de laboratori per a observar si es desenvolupen de manera normal.

## Altres utilitats
La funció de la UnaG en la pròpia anguila és encara incerta i cal que segueixi essent més estudiada en més detall. No obstant, els investigadors creuen que té un paper important en la funció i resistència muscular durant les seves migracions.
Les anguiles japoneses d'aigua dolça tenen un cicle vital de llarga distància de migració: neixen i creixen en els rius interiors i viatgen milers de quilòmetres per l'oceà obert per arribar al mar on fresen (ponen els ous). Les larves fan un viatge de tornada a hàbitats d'aigua dolça durant diversos mesos. Aquest cicle de migració de llarga distància imposa certes demandes considerables en la fisiologia muculoesquelètica de l'anguila, en particular pel manteniment de l'homeostasi del múscul en estat estacionari i el metabolisme oxidatiu anaeròbic durant la natació contínua. El fet d'identificar la UnaG amb capacitat de mantenir la bilirubina als músculs ha fet pensar que, gràcies al seu poder antioxidat, pot ajudar a contrarestar l'estrès oxidatiu dels músculs, i per tant, ajudar a la seva resistància muscular durant la natació. Una evidència per aquesta investigació, encara oberta, és que la mateixa proteïna s'ha observat en altres anguiles, americanes i europees, (Anguilla anguilla i Anguilla rostrata, respectivament) que també recorren grans quilòmetres.
Els investigadors esperen que el descobriment inesperat de la UnaG pugui iniciar la legislació per conservar-les i ajudi a protegir-les, ja que es troben en perill d'extinció, probablement a causa dels efectes de l'escalfament global del planeta.